# Ружанська синагога
Ружанська синагога — колишня синагога в селищі міського типу Ружани. Пам'ятка еклетичної архітектури.

## Історія
Будівля синагоги була споруджена в кінці XVIII століття, як копія синагоги в місті Слонім, у масштабі 1:3. У другій половині XIX століття поруч була споруджена єврейська школа у єдиному архітектурному стилі.

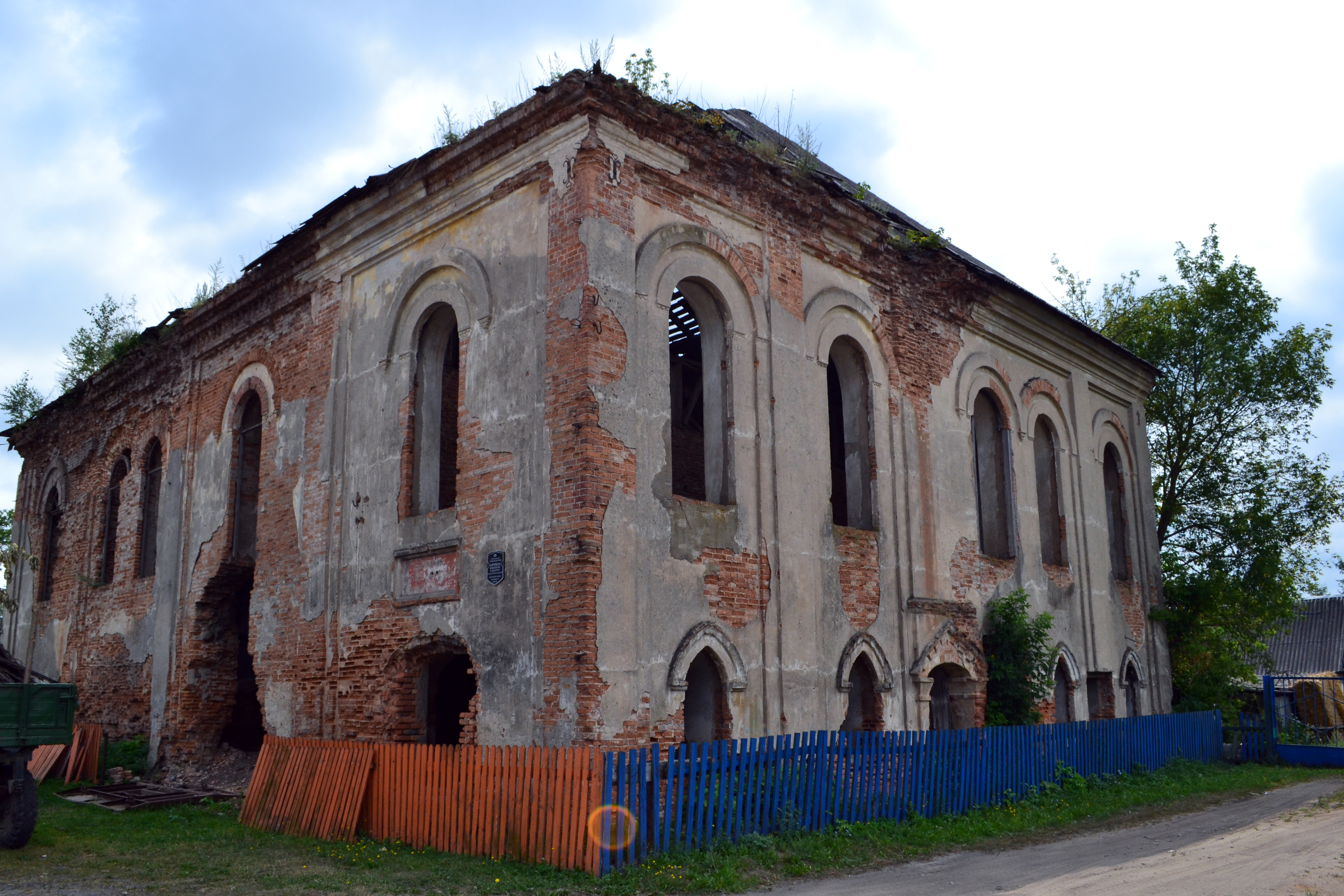
Ружанська синагога

Синагога працювала до 1940 року, коли була ліквідована радянською владаю. Під час окупації німецькою армією майже все єврейське населення Ружан було вбито.
Після закінчення війни у будівлі школи розміщувалися склади, млин, гараж. Сама синагога наразі полишена, а будівля руйнується.

## Архітектура
Одноповерхова будівля на високому фундаменті, декоровано по периметру пілястрами. Вікна завершені напів-округлим обрамленням.
Всередині частково збереглися настінні фрески та написи. Посередині будівлі у непоганому стані біма — одна з небагатьох, що збереглися у Білорусі.